# Ermolino
Ermolino (in russo Ермолино?) è una città della Russia europea situata nel distretto Borovskij dell'oblast' di Kaluga.
Si trova sul fiume Protva (affluente della Oka), a 13 km dal centro amministrativo distrettuale di Borovsk.